# Mark Hildreth
Mark Hildreth (Vancouver, 24 januari 1978) is een Canadees acteur, stemacteur en muzikant.

## Biografie
Hildreth heeft gestudeerd aan de National Theatre School of Canada in Montreal. Hij begon op zevenjarige leeftijd als jeugdacteur in de film Love Is Never Silent (1985), waarna hij nog meer dan 120 rollen speelde in films en televisieseries. Hij doet televisiewerk en treedt ook op als acteur in het theater.
Hildreth is actief als muzikant, hij heeft twee albums uitgebracht. In 2003 bracht hij het album Complex State of Attachment en in 2013 het album Signs of Life. 
Hildreth woont nu in Los Angeles samen met zijn vriendin Kristin Kreuk.

## Filmografie

### Films
Uitgezonderd korte films.
- 2023 Big Sky River: The Bridal Path - als Peter
- 2019 4 latas - als Jean Pierre (stem)
- 2019 Escaping the Madhouse: The Nellie Bly Story - als Bats
- 2016 American Pastoral - als agent Dolan
- 2013 End of the World - als Max
- 2010 Max Steel vs The Toxic Legion - als Max Steel (stem)
- 2010 Planet Hulk - als Red King (stem)
- 2009 Barbie and the Three Musketeers - als prins Louis (stem)
- 2009 Max Steel vs. The Mutant Menace - als Max Steel (stem)
- 2007 Pirates of the Caribbean: At World's End - als Cryer
- 2005 Barbie and the Magic of Pegasus 3-D - als Aidan (stem)
- 2005 Dragons II: The Metal Ages - als Dev
- 2005 Eighteen - als Macauley
- 2005 My Scene Goes Hollywood: The Movie - als Sutton (stem)
- 2004 Everyone - als Grant
- 2004 Barbie as the Princess and the Pauper - als koning Dominick (stem)
- 2004 G.I. Joe: Valor vs. Venom - als Hi-Tech (stem)
- 2004 Dragons: Fire & Ice - als prins Dev (stem)
- 2003 Barbie of Swan Lake - als prins Daniel (stem)
- 2003 G.I. Joe: Spy Troops the Movie - als Hightech (stem)
- 2002 No Night Is Too Long - als James Gilman
- 2002 They - als Troy
- 2002 Barbie as Rapunzel - als Stefan (stem)
- 2000 Mobile Suit Gundam Wing: The Movie - Endless Waltz - als Heero Yuy (stem)
- 1999 Y2K - als jonge soldaat
- 1996 Past Perfect - als Rusty Walker
- 1995 Shock Treatment - als Craig Grant
- 1994 Garou Densetsu - als Terry Bogard (stem Engelse versie)
- 1993 Battle Fighters Garou Densetsu 2 - als Terry Bogard (stem Engelse versie)
- 1993 Relentless: Mind of a Killer - als Jeremy
- 1992 Battle Fighters Garou Densetsu - als Terry Bogard (stem Engelse versie)
- 1991 My Son Johnny - als johnny 12 jaar oud
- 1987 After the Promise - als Raymond 3
- 1986 The Humanoid - als Eric (stem Engelse versie)
- 1985 Love Is Never Silent - als Bradley Ryder

### Televisieseries
Uitgezonderd eenmalige gastrollen.
- 2022 GenZeroes - als Thiess - 5 afl.
- 2018-2020 The Hollow - als de rare jongen - 12 afl.
- 2020 Ninjago - als Milton Dyer (stem) - 5 afl.
- 2018 The Looming Tower - als Gordon Wright - 4 afl.
- 2014-2015 Resurrection - als dominee Tom Hale - 21 afl.
- 2009-2012 Hot Wheels: Battle Force 5 - als Vert Wheeler / Kyrosis / Praxion (stemmen) - 54 afl.
- 2011-2012 Voltron Force - als Koning Lotor / Lotor (stemmen) - 15 afl.
- 2009-2011 V - als Joshua - 17 afl.
- 2009 The Tudors - als kardinaal Reginald Pole - 5 afl.
- 2008-2009 Wolverine and the X-Men - als Pietro Maximoff / Quicksilver (stemmen) - 9 afl.
- 2006 Class of the Titans - als Pan - 2 afl.
- 2005 Young Blades - als Siroc - 13 afl.
- 2003-2004 Sabrina's Secret Life - als stem - 26 afl.
- 2001-2003 X-Men: Evolution - als Angel / Warren Worthington III (stemmen) - 4 afl.
- 2003 Gadget and the Gadgetinis - als stem - 7 afl.
- 2002-2003 Just Cause - als Ted Kasselbaum - 20 afl.
- 2002-2003 Stargate Infinity - als R.J. Harrison (stem) - 26 afl.
- 2001-2002 Mary-Kate and Ashley in Action! - als stem - 4 afl.
- 2000-2001 Action Man - als Alex Mann (stem) - 24 afl.
- 1998-2000 Honey, I Shrunk the Kids - als Jack McKenna - 5 afl.
- 2000 Mobile Suit Gundam Wing - als Heero Yuy (stem) - 48 afl.
- 2000 Call of the Wild - als Stanton Challenger - 5 afl.
- 1997-1998 Dragon Ball Z - als dr. Briefs (stem) - 5 afl.
- 1995-1997 Street Fighter: The Animated Series - als diverse stemmen - 26 afl.
- 1994-1996 Hurricanes - als stem - 7 afl.
- 1995 Shin kidô senki Gundam W - als Heero Yuy (stem) - 3 afl.
- 1992-1994 The Odyssey - als Finger - 24 afl.
- 1994 Conan and the Young Warriors - als Draegen (stem) - 13 afl.
- 1994 Madison - als Allan - 2 afl.
- 1993 Double Dragon - als stem - 12 afl.
- 1989-1990 Camp Candy - als stem - 16 afl.
- 1988 Beany and Cecil - als Beany (stem) - 5 afl.

### Computerspellen
- 2017 For Honor - als stem
- 2013 The Bureau: XCOM Declassified - als William Carter
- 2013 Star Wars: The Old Republic - Rise of the Hutt Cartel - als stem
- 2011 Star Wars: The Old Republic - als stem
- 2011 Warhammer 40,000: Dawn of War II - Retribution - als stem
- 2009 Dragon Age: Origins - als Sten
- 2008 Metal Gear Solid 4: Guns of the Patriots - als soldaat
- 2008 Burnout Paradise - als DJ Atomika
- 2007 Company of Heroes: Opposing Fronts - als Roy Jones
- 2007 Medieval II: Total War - Kingdoms - als stem
- 2005 Marvel Nemesis: Rise of the Imperfects - als Daredevil
- 2004 Battle Assault 3 Featuring Gundam Seed - als Heero Yuy
- 2003 SSX 3 - als DJ Atomika
- 2002 Gundam: Battle Assault 2 - als Heero Yuy

- International Standard Name Identifier: 0000 0001 1453 8977
- Library of Congress Control Number: no2010158540
- MusicBrainz: e2b629c5-18c9-4037-b432-78829382364a
- Virtual International Authority File: 102842892
- WorldCat: E39PBJdx8JpkfFRWbyQvGJbyBP